# Tetro
Pour plus de détails, voir Fiche technique et Distribution.
Tetro est un film argentino-hispano-italo-américain réalisé par Francis Ford Coppola, sorti en 2009.
Le film est présenté à la Quinzaine des réalisateurs du festival de Cannes 2009. Production internationale en noir et blanc (avec quelques séquences en couleurs), Tetro ne connaît qu'une sortie limitée aux États-Unis.

## Synopsis
Benjamin « Bennie » Tetrocini a dix-huit ans. Serveur sur un paquebot de luxe, il profite d'une escale à Buenos Aires pour retrouver son frère aîné, Angelo, un écrivain prometteur qui a brutalement rompu tout contact avec sa famille dix ans auparavant. Celui-ci s'est exilé et vit en Argentine avec sa compagne Miranda, qui l'a découvert dans un hôpital psychiatrique où il se faisait appeler Tetro. Les retrouvailles ne sont pas des plus amicales. Tetro revit, avec le retour de son frère, un passé douloureux partagé entre la figure de sa mère, une cantatrice morte dans un accident de voiture, qu'il conduisait, et la figure écrasante de son père, Carlo Tetrocini, compositeur et directeur d'opéra très connu.
Parallèlement, Bennie met en scène le livre inachevé d'Angelo, ce qui lui permet de s'intégrer dans le monde théâtral de Buenos Aires grâce à un concours présidé par une intellectuelle nommée « Alone », et de mieux connaître ses origines.

## Fiche technique
Sauf indication contraire, les informations mentionnées dans cette section peuvent être confirmées par la base de données cinématographiques IMDb,  présente dans la section « Liens externes ».
- Réalisateur et scénario : Francis Ford Coppola
- Photographie : Mihai Malaimare
- Montage : Walter Murch
- Décors : Sebastián Orgambide
- Costumes : Cecilia Monti
- Musique : Osvaldo Golijov
- Producteurs : Francis Ford Coppola et Valerio De Paolis
- Sociétés de production : American Zoetrope, avec la participation de Tornasol Films, BIM Distribuzione, Instituto Nacional de Cine y Artes Audiovisuales, Gerencia de Fomento, Televisión Española, Canal+ Espagne
- Sociétés de distribution : American Zoetrope (États-Unis), Memento Films (France)
- Langues originales : anglais, espagnol
- Format : noir et blanc 2.35:1 (quelques séquences flashbacks en couleur et 1.78:1) - 35 mm - son Dolby Digital
- Genre : drame
- Durée : 126 minutes
- Dates de sortie[1] :
  -  France : 14 mai 2009 (Quinzaine des réalisateurs au festival de Cannes 2009)
  -  États-Unis : 11 juin 2009 (sortie limitée)
  -  France : 23 décembre 2009

## Distribution
- Vincent Gallo (VF : Jean-Michel Fête) : Angelo « Angie » Tetrocini, dit Tetro
- Maribel Verdú (VF : Marjorie Frantz) : Miranda
- Alden Ehrenreich (VF : Juan Llorca) : Benjamin « Bennie » Tetrocini
- Klaus Maria Brandauer (VF : Vincent Grass) : Carlo Tetrocini (père de Tetro) / Alfie Tetrocini (oncle de Tetro)
- Carmen Maura : « Alone »
- Érica Rivas : Ana
- Rodrigo de la Serna : José
- Mike Amigorena (en) : Abelardo
- Leticia Brédice : Josefina
- Sofía Gala : Maria Luisa, nièce de Josefina
- Francesca De Sapio : Amalia
- Susana Giménez : elle-même
- Lucas Di Conza : Tetro jeune
- Adriana Mastrángelo : Angela, la mère de Tetro
- Ximena Maria Iacono : Naomi
- Nora Elisabeth Robles : la danseuse qui interprète Naomi dans le ballet

Source : VF sur le site d’AlterEgo (la société de doublage)

## Production

### Genèse et développement
Durant le montage de son film L'Homme sans âge (2007), Francis Ford Coppola développe l'histoire de Tetro : « J'avais déjà une idée de l'histoire grâce à quelques pages de notes rédigées il y a très longtemps. Il y était question d'un adolescent parti à la recherche d'un frère aîné qui avait rompu brutalement tout lien avec sa famille. J'avais envie de situer le film dans une ville étrangère et j'ai choisi Buenos Aires tout simplement parce que j'y aime la musique, la culture et la nourriture. C'est ce petit fragment de récit que j'ai commencé à développer, alors que j'étais en plein montage de L'Homme sans âge ». Le réalisateur avait découvert la capitale argentine dans les années 1990 lorsqu'il y avait présenté Lick the Star, réalisé par sa fille Sofia Coppola.
Francis Coppola porte ici à l'écran un scénario original, chose qu'il n'avait plus faite depuis Conversation secrète sorti en 1974, tous les autres scénarios étant basés sur d'autres œuvres.
Comme influences visuelles, Francis Ford Coppola avoue avoir revu avec son directeur de la photographie Mihai Mălaimare Jr. des films comme La Nuit (Michelangelo Antonioni, 1961), Baby Doll (Elia Kazan, 1956) et Sur les quais (Elia Kazan, 1954). Par ailleurs, ils utilisent un grand format large pour rappeler les films d'Akira Kurosawa.

### Attribution des rôles
Pour le rôle de Tetro, Francis Ford Coppola veut initialement Matt Dillon, qu'il a déjà dirigé dans Outsiders et Rusty James tous deux sortis en 1983. Cependant, l'acteur est pris par d'autres projets. Alors que Joaquin Phoenix sera un temps envisagé, le réalisateur choisit finalement Vincent Gallo.
Le personnage d'Alone devait initialement être interprété par Javier Bardem. Francis Ford Coppola a finalement décidé d'en faire un personnage féminin et de créer ainsi une nouvelle tension avec Tetro. Carmen Maura obtient alors le rôle.
Tetro est le premier film tourné par Alden Ehrenreich.

### Tournage
Le tournage a duré treize semaines, notamment à Buenos Aires ainsi que dans les studios Ciudad de la Luz à Alicante en Espagne.
Le tournage a été marqué, fin mai 2008, par une plainte par le syndicat des acteurs argentins (Asociacion Argentina de Actores) contre la société de production Zoetrope Argentina car de nombreux acteurs argentins apparaissant dans le film n'auraient pas signé de contrat. L'organisation pose un ultimatum de 48 heures pour que Zoetrope Argentina présente les contrats. N'ayant pas de réponse, les acteurs argentins entament alors une grève. Cependant, Kathleen Talbert, la porte-parole de Francis Ford Coppola réfutera ces accusations et expliquera que le film a été tourné sans aucun problème.

## Accueil

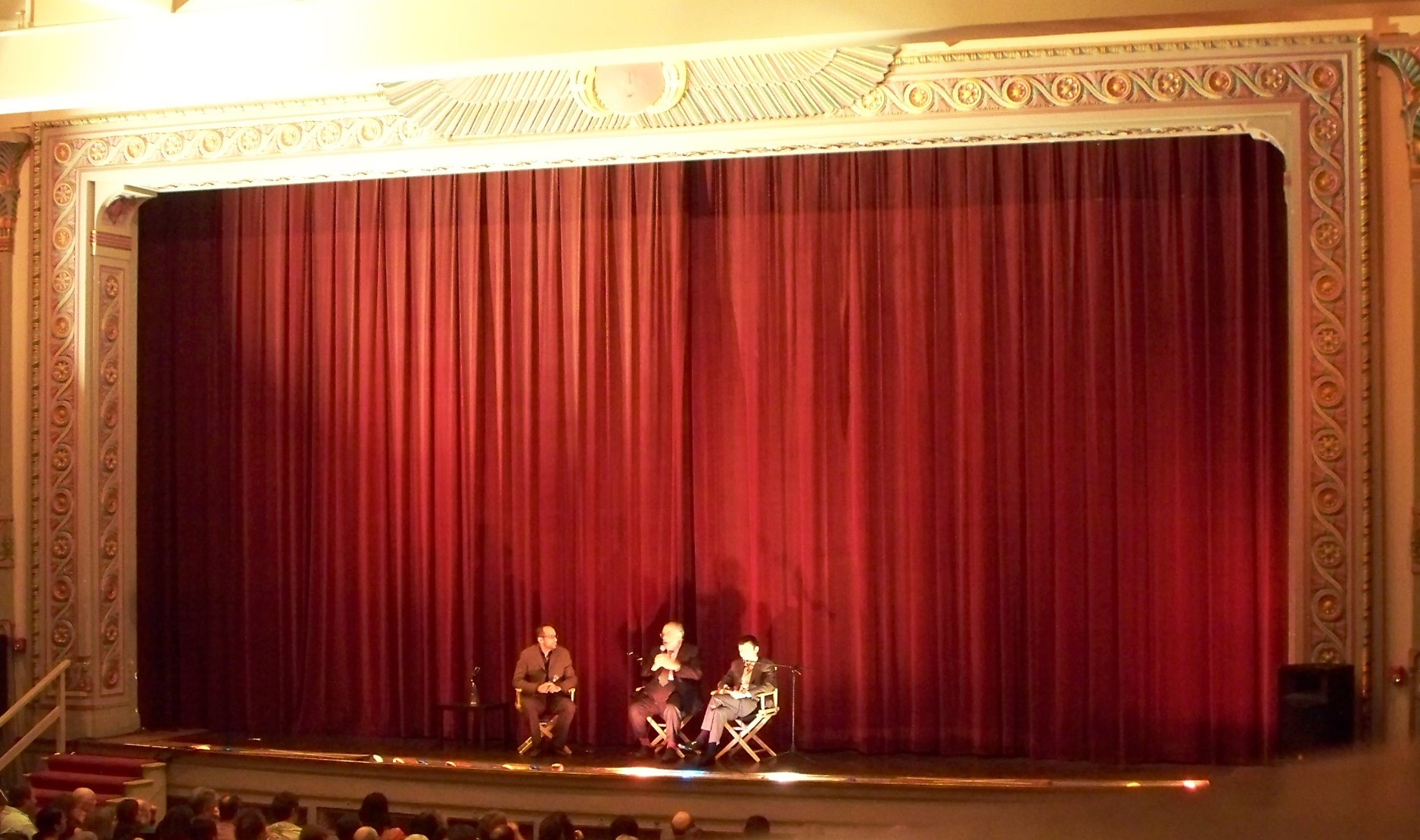
Francis Ford Coppola et Alden Ehrenreich au festival international du film de Seattle

### Critique
Le film reçoit des critiques plutôt positives. Sur l'agrégateur américain Rotten Tomatoes, il récolte 70% d'opinions favorables pour 108 critiques et une note moyenne de 6,34⁄10. Sur Metacritic, il obtient une note moyenne de 65⁄100 pour 26 critiques.
En France, le film obtient une note moyenne de 3,8⁄5 sur le site AlloCiné, qui recense 25 titres de presse.
Le magazine Cahiers du cinéma le classe 5e de son Top 10 des films sortis en 2009.

### Box-office
Le film ne connaît qu'une sortie limitée dans la plupart des pays où il sort au cinéma. Ainsi, il ne connait pas de succès au box-office.
| Pays ou région    | Box-office      | Date d'arrêt du box-office | Nombre de semaines |
| ----------------- | --------------- | -------------------------- | ------------------ |
| États-Unis Canada | 518 522 $       | 1er octobre 2009           | 17                 |
| France            | 406 120 entrées | -                          | -                  |
| Total mondial     | 2 874 474 $     | -                          | -                  |

## Distinctions

### Récompense
- Yoga Awards 2009 : pire actrice espagnole pour Carmen Maura[13]

### Nominations
- Festival de Cannes 2009 : prix CICAE
- Prix Círculo de Escritores Cinematográficos 2010 : meilleure actrice pour Maribel Verdú
- Fotogramas de Plata 2010 : meilleure actrice pour Maribel Verdú
- Prix Goya 2010 : meilleure actrice pour Maribel Verdú

## Commentaires
Plusieurs éléments du film sont en partie autobiographiques. Le réalisateur déclare avec ironie « rien n'est arrivé, mais tout est vrai ». Ainsi, la rivalité entre le père et l'oncle de Tetro fait écho à la rivalité entre le père de Coppola, Carmine Coppola, et son oncle, Anton Coppola, eux aussi respectivement compositeur peu renommé (avant Le Parrain) et chef d'orchestre réputé. Coppola indique ainsi avoir repris de sa propre histoire familiale le dialogue où Carlo demande à Alfie de diriger une pièce sous un autre nom. La scène dans laquelle Tetro parle de son père à l'hôpital psychiatrique est également en partie autobiographique, mais de la part de l'acteur Vincent Gallo, qui y décrit son propre père.
Comme pour Rusty James (1983), Francis Ford Coppola tourne son film en noir et blanc avec quelques éléments en couleur.